# یواس‌اس اس-۱۷ (اس‌اس-۱۲۲)
یواس‌اس اس-۱۷ (اس‌اس-۱۲۲) (به انگلیسی: USS S-17 (SS-122)) یک زیردریایی بود که طول آن ۲۳۱ فوت (۷۰ متر) بود. این زیردریایی در سال ۱۹۲۰ ساخته شد.